# Палеокастро (Тополовград)
Вижте пояснителната страница за други населени места с името Палеокастро.
Археологическият обект Палеокастро се намира на северните склонове на Сакар планина между град Тополовград и село Хлябово, на около 3 km западно от града.
Обектът е считан за скално светилище, посветено на Слънцето, като това е работна хипотеза. Култовият му характер не е окончателно доказан.

## Откритие
Скално-издълбаният паметник и крепостта Палеокастро са открити за българската археологическа наука от братя Херман и Карел Шкорпил, които публикуват описанието на археологическия обект още през 1888 г.

## Описание и особености
Обектът, приеман от археолози като светилище, носи името на древната тракийска крепост Палеокастро. В самата крепост се издигат високи скали, които образуват на върховете си верига от зъбери, обърнати с едната си дълга страна към изток. Поради това цялата източна дължина на скалистата верига изложена сутрин на лъчите на изгряващото слънце. По всички повърхности на тази страна са изработени над 150 дискове моделирани в скалите по хребета (т.нар „слънчеви дискове“ са многократно публикувани в научни трудове, посветени на мегалитните паметници, често интерпретирани като тракийски. Техният брой се определя от 140 до над 200 при диаметър на кръговете от 25 до 100 cm. Някои от дисковете са изпъкнали и стърчат над повърхността на скалата с по 3 – 5 см., други са вдлъбнати на приблизително същият размер в дълбочина. Към края на скалата са моделирани и кръгове, които са означени с ямички в скалата. На места са групирани по два или три, наредени хоризонтално и вертикално. „Слънцата“ са издълбани както във висок, така и в нисък релеф. Могат да се видят и вписани един в друг дискове. Диаметърът им варира от 0.20 см. до 1 м. Всички дискове издълбани в скалата се огряват от утринното слънце.
Интересен е фактът, че навсякъде, където са издълбани каменните дискове (по целия гръб на върха) се наблюдават дискове, от които горната част стърчи над земната повърхност, докато долната им част остава в земята. Това е свидетелство за археолозите, че са дълбани още в много древни времена и са затрупани от естествено повдигане на почвата, тъй като насип или нанос на този връх трудно би се образувал на този връх.
На най-високото място на хребета скалите образуват защитна ивица, която е използвана за изграждането на крепост в началото на I хил. пр. Хр. Крепостта е многократно преустройвана и е функционирала и през Средновековието. От нея идва и името „Палеокастро“ (Παλαιόκαστρο) (от гръцкото „Παλαιόσ – Палайос“ – стар, древен, някогашен и „καστρο – кастро(н)“ – крепост), с което е назовано светилището.
Осъществените измервания на наклона и посоката на залягане на по-добре изразените вдълбани в метаморфната скала кръгове с геоложки компас показват, че скалите залягат стръмно под ъгъл 41 – 57° (средно 48°) и посока север-североизток (ССИ) 13 – 30° (средно 25°). Измерените наклон и посока съвпадат с кристализационната шистозност на скалите. Тя е била решаващият фактор за отцепването на издълбаните на определена дълбочина каменни кръгове. Следователно, според българския геолог проф. дгн Руслан И. Костов, съществуващата в научната литература идея за насочено на изток светилище и соларен култ с каменни „слънца“ трябва да бъде изоставена. Най-общо се отбелязват „скални кръгове“ в негатив и позитив с голям и с малък диаметър. Измереният диаметър на големите кръгове варира между 79 – 102 cm (средно 88 cm), а за малките кръгове – 25 – 46 cm. Дебелината на издълбаване на отделен скален кръг достига 10-15-на cm. От геометрична гледна точна издълбаният от скалата обект би имал формата на къс (плосък) цилиндър.

## Археологическо проучване и находки
През 1973 г. на територията на светилището е открит каменен крилат слънчев диск с нарушена цялост от научна експедиция ръководена от на проф. Александър Фол, който е инвентиран в РИМ Ямбол като каменен идол (инвентарен номер I 1270, заведен 1974 г. във фонд Античност). Учените установяват, че става дума за крилат диск на Слънцебога, на който лявото крило е било счупено. Тази липса е причина да се предложи друга интерпретация по време на откриването и публикуването на обекта. Липсващото крило би трябвало да се намира все още на територията на светилището. Слънчевият крилат диск е сигурно доказателство за културните взаимодействия и трансфера на знания и технологии в Източното Средиземноморие през древността, както и за важността на слънчевия култ в древна Тракия.
Откритието на екипа ръководен от проф. Александър Фол е едно от най-необичайните в историята на българската археология. В Египет крилатият диск е изобразен в храмове в средата на III хил. пр. Хр. В края на II хилядолетие образът на бога Слънце вече е познат не само в Египет, а и в Мала Азия и Месопотамия. Смята се, че т.нар. „крилат диск“ олицетворява най-вероятно изгряващото слънце. Този образ е разпространен чак до времето на император Константин Велики. Все още е трудно да се каже дали „крилатият диск“ съхраняван в „РИМ Ямбол“ е от втората половина на II или от I хил. пр. Хр. Бащата на историята Херодот (V век пр. Хр.) споменава, че египетски фараон от XIX век пр. Хр. (XII династия) е изпратил експедиция в Тракия и египтяните са оставили много камъни с надписи на някои места. Също така, съществува интересно сведение от античен автор, от малко по-късен период, гласи, че през Времето на късната Античност (I век сл. Хр.) в Тракия са преселени египетски майстори-ковачи, които трябва да обработват метал.
Торсът на каменната скулптура е оформен с надлъжни жлебове, които предават гънките на дълга дреха – не се наблюдават изображения на оръжия, колани, ръце или стъпала и ако за всички други изображения може да се предположи че са на племенни вождове, то за тази е трудно. Според проф. Валерия Фол се касае за изображение на бога Слънце. Като и в двата случая се касае за интерпретации на находката, като няма конкретни доказателства, които да потвърждават хипотезата на Валерия Фол.
Слънчевият крилат диск съхраняван в РИМ-Ямбол е несъмнено доказателство за културните взаимодействия и трансфера на знания и технологии в Източното Средиземноморие през древността, както и за важността на слънчевия култ в древна Тракия.
По-естествено обяснение на скалния артефакт е не „крило“, а следи от длетата само от единия край, в една посока върху скалата, за да се отдели с изчукване отдолу издълбания в окръжност скален диск (наблюдения на доц. Руслан И. Костов).

## Аналогични археологически обекти
Изсечените каменни кръгове и дискове са един от недостатъчно проучените елементи от скални светилища на територията на България. Концентрацията им е най-голяма на територията на Община Тополовград – „Слънчевото светилище Палеокастро“, в м. „Арнаутската чешма“ при село Срем и в местността „Мочулови камъни“ при село Мелница.
Не липсват подобни самотни аналози и в други части на България – край град Трън – в „Скалния параклис Света Петка“ (т.нар. „каменна питка“), в землището на село Берайнци – в местността „Мала Гарваница“ (каменният диск е издълбан в подножието на скалния масив); в местността Чуряк на Брезнишко бърдо, на територията на Източните Родопи, изсечени скални дискове се наблюдават в землищата на село Татул и село Равен; каменни кръгове са открити и край скалните манастири при село Тюленово; Светилище „Сечен камък“ (край село Плачковци, община Габрово); край град Разлог и в северните части на Средна гора на връх Елдермен (в района на село Старосел), край село Бузовград и на „Светилище Камъка“ край град Малко Търново.
Научните хипотези относно предназначението на каменните дискове и кръгове са разнопосочни, единственият неоспорим факт на този етап от археологическите проучвания, че има конкретни доказателства за култова дейност извършвана край тези каменни съоръжения.
Слънчевото светилище при с. Мелница е едно от светилищата на територията на България, където се наблюдават издълбани соларни кръгове на върха на една от скалите – някои траколози и археоастрономи изказват предположението, че съществува възможността на всички светилища използвани от древните траки, където се наблюдават изсечени в скалите дискове и кръгове, да е жертвопринасяне на „Звездата куче“ – Сириус.

## Пътеводител
Пътят за крепостта „Палеокастро“ се отбива от шосето от Тополовград за с. Хлябово, изкачва се, след което се спуска в дол, откъдето има видимост към хълма, на който са разположени крепостта и светилището. С лек автомобил може да се стигне на 230 m. от крепостта. Минава се по черен път, пригоден само за високо проходим автомобил.